# Lüübnitsa
Lüübnitsa – wieś w Estonii, w prowincji Põlva, w gminie Mikitamäe.